# 弗里德里克·斯滕曼
弗里德里克·斯滕曼（瑞典語：Fredrik Stenman；1983年6月2日—）是一位瑞典足球運動員。在場上的位置是後衛。他現在效力於瑞典足球超級聯賽球隊佐加頓斯體育會足球隊。他也代表瑞典國家足球隊參賽。